# Jakobsenija
Jakobsenija (lat. Jacobsenia), manji biljni rod iz porodice čupavica. Sastoji se od tri vrste trajnica u južnoafričkim provincijama Northern Cape i Western Cape

## Vrste
1. Jacobsenia hallii L.Bolus
2. Jacobsenia kolbei (L.Bolus) Schwantes
3. Jacobsenia vaginata (L.Bolus) Ihlenf.